# 下水道溢流
下水道溢流是指未经处理的污水在到达污水处理设施之前便从下水道排放到环境中。下水道溢流的原因包括：下水道堵塞、暴雨期间过量雨水湧入下水道導致下水道滿了後原本的污水和雨水又流出下水道、下水道破裂以及其他原因。下水道溢流可能造成水媒傳染病以及胃腸道疾病。